# Relația lui Mayer
Căldura molară/ specifică a unui material este cantitatea de căldură necesară pentru a ridica cu un grad Celsius/Kelvin temperatura unui mol/gram din acel material. Între căldura molară măsurată la presiune constantă Cp și cea măsurată la volum constant Cv este o diferență deoarece o parte din căldura transmisă la presiune constantă (deci atunci când volumul își poate schimba valoarea) este folosită pentru a efectua lucru mecanic asupra exteriorului ca urmare a dilatării materialului. 
 
    Dacă materialul este un mol de gaz ideal, are loc relația:

Lucrul mecanic efectuat pentru creșterea volumului atunci când temperatura crește cu 1 grad (Kelvin/Celsius) este:

Aici R este constanta gazelor ideale: R=8.317 J/mol K.

 
Deci, pentru un gaz ideal are loc relația lui Mayer: 

Argumentul de mai sus folosește echivalența energiei mecanice cu cea calorică , în aceea că o parte din energia transmisă gazului sub formă de căldură se transformă în lucru mecanic, atunci când presiunea este menținută constantă. Faptul că diferite forme de energie se pot transforma una în cealaltă și sunt în acest sens echivalente a fost recunoscut la mijlocul secolului XIX de Julius Robert Mayer (1841) și de James Prescott Joule (1847). Acestea au fost primele formulări ale principiului întâi al termodinamicii.  Relația de mai sus între Cp și Cv i-a permis lui J.R.Mayer și una din primele determinări ale echivalentului mecanic A al caloriei: în partea stângă a relației se găsesc mărimi calorice, măsurate în calorii/mol, în partea dreaptă o mărime care se poate măsura mecanic. Măsuratorile noi arată că:

Lui Mayer i se atribuie rezultatul 425 kgm/kcal!

## Generalizarea relației lui Mayer[2]
Dacă gazul nu este ideal, ecuația sa de stare F(p,V,T) = 0 este mai complicată. Principiul al doilea al termodinamicii și consecința sa, existența entropiei ca funcție de stare, permit însă o formulare generală a relației lui Mayer pentru orice fluide.
Pentru aceasta, exprimăm pe Cp și Cv  drept derivate ale entropiei(vezi Termodinamica):

Privim pe S ca funcție de T si V, fie direct, fie folosind ecuația de stare pentru a exprima presiunea ca funcție de T și V:

 
Derivăm față de T această identitate și obținem:

Înmulțind cu T și folosind definițiile lui Cp și Cv obținem:

Relația Maxwell obținută din energia liberă Gibbs  :

este:

iar o relație elementară din analiză (teorema funcțiilor implicite) permite să scriem:

Deci:

Aceasta este relația lui Mayer generalizată: în partea dreaptă a ecuației se găsesc numai cantități accesibile din ecuația de stare a materialului. Deoarece (dV/dp)T<0 (fluidul e compresibil), și (dV/dT)p >0 (fluidul se dilată la creșterea temperaturii), Cp - Cv >0, așa cum ne așteptăm.

## Exemplu

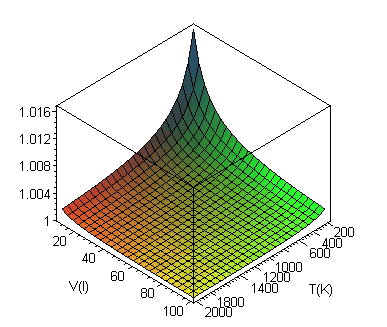
Fig.1:Diferența C_{p}-C_{v} raportată la R pentru un interval larg de volume molare și temperaturi; la T=300 K, V = 22.41 l, (C_{p}-C_{v})/R=1.0049

Pentru un gaz real descris de ecuația van der Waals 

calculul arată că:

Pentru temperaturi ridicate și chiar la temperatura camerei, corecțiile la relația lui Mayer sunt mici; la temperaturi joase ele cresc rapid, vezi Fig.1, unde este desenat raportul (Cp-Cv)/R pentru gazul N2: valorile constantelor a si b sunt luate din H.B.Callen, op.cit.: a=1.346 atm*cm6, b= 38.52 cm3(1 atm=10.132 N/cm2)